# 니욜레 사바이테
니욜레 사바이테(리투아니아어: Nijolė Sabaitė, 1950년 8월 12일 라세이냐이 ~ )는 리투아니아의 전직 육상 선수로 소련을 대표했다. 그녀는 빌뉴스의 VSS 네무나스에서 훈련했다.
사바이테는 1967년에 육상을 시작했고 1970년 이후 소련 국가 대표팀의 일원이었다. 그녀는 주로 800m에서 활약했고, 1972년 올림픽에서 은메달을 획득했다. 그녀는 1973년 하계 유니버시아드 대회 800m에서 불가리아 선수 릴리야나 토모바에 이어서 은메달을 획득했고, 빌뉴스 대학교 교육학과를 졸업했다.